# 172. Reserve-Division (Wehrmacht)
Die 172. Reserve-Division war eine deutsche Infanteriedivision im Zweiten Weltkrieg.

## Geschichte

### Aufstellung
Die Division wurde am 23. November 1944 aufgestellt.

### Verlegung in den Westwall
Die Division verlegte kurz nach der Aufstellung an den Westwall bei Zweibrücken. 

### Verwendung der Truppenteile der Division
Die Division kam nie als Ganzes zum Einsatz. Teileinheiten der Division wurden später an andere Divisionen abgegeben und in diese eingegliedert.